# Hans-Peter Strenge

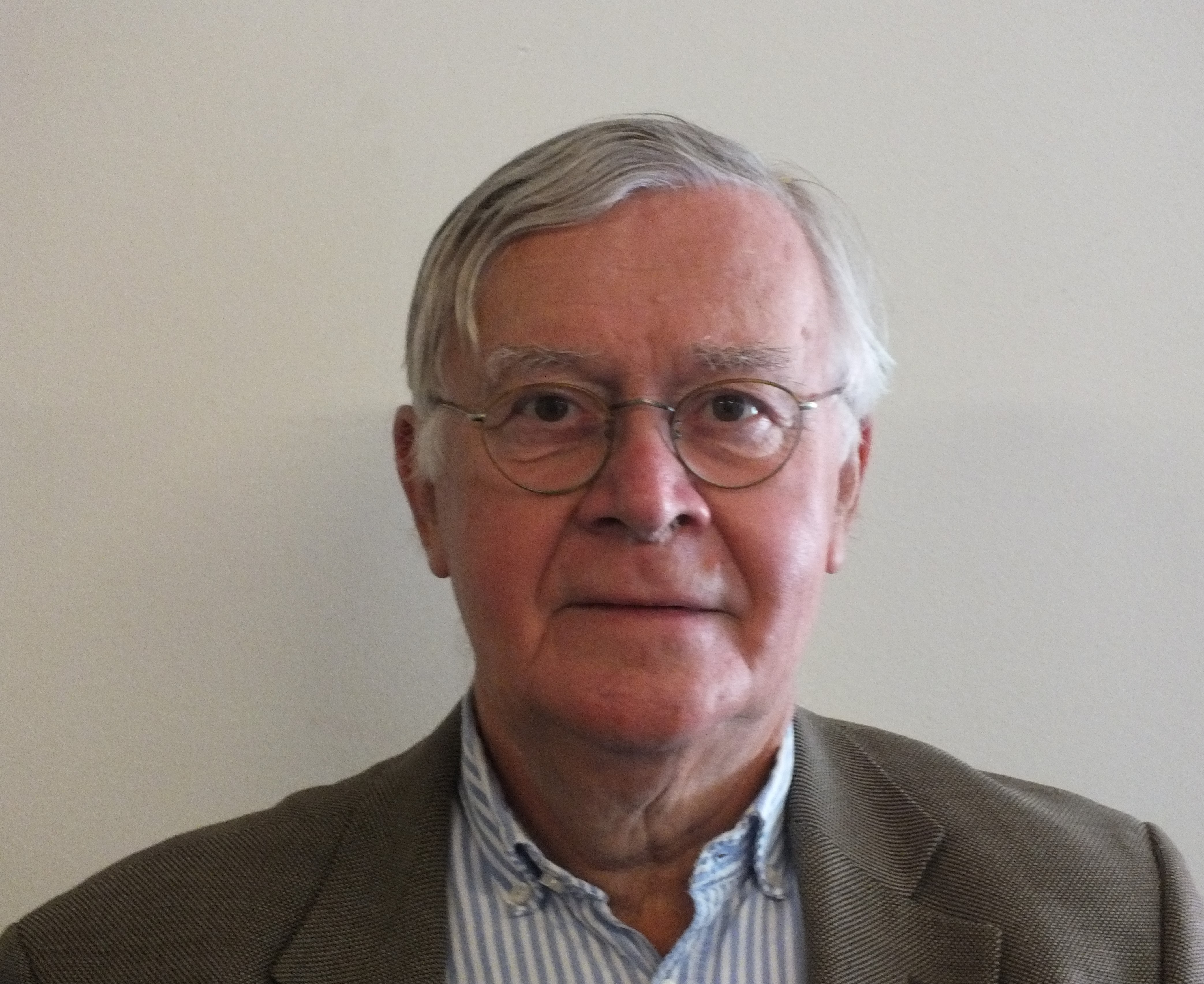
Hans-Peter Strenge 2021

Hans-Peter Strenge (* 19. September 1948 in Nordstrand) ist ein deutscher Verwaltungsjurist und war von 1984 bis 1995 Bezirksamtsleiter in Hamburg-Altona.

## Ausbildung und beruflicher Werdegang
Hans-Peter Strenge ist in Hamburg aufgewachsen. Schulbesuch in St. Peter-Ording und Hamburg-Blankenese. Abitur 1968. Danach ein Jurastudium in Hamburg und Freiburg im Breisgau. Assessorexamen 1975. Von 1976 bis 1984 war er Verwaltungsjurist in verschiedenen Fachbehörden in Hamburg. Von 1984 bis 1995 war er Bezirksamtsleiter (Bezirksbürgermeister) in Altona, dabei 1984 von SPD und CDU in der Bezirksversammlung gewählt, 1990 von SPD, GAL und FDP wiedergewählt. Er hat 11 Jahre an dem Schreibtisch von Max Brauer gearbeitet. Von 1996 bis 2001 war Strenge Staatsrat in der Hamburger Justizbehörde und im Senatsamt für Bezirksangelegenheiten. Nach dem Regierungswechsel unter Bürgermeister Ole von Beust Anfang 2002 wurde er als politischer Beamter in den Ruhestand versetzt, seitdem ehrenamtlich tätig.

## Ehrenamtliche Tätigkeiten in Kirche und Gesellschaft
Seit 2003 bis Pfingsten 2012 Präsident der Synode der Nordelbischen Evangelisch-Lutherischen Kirche, danach Mitglied der Landessynode der Nordkirche, berufenes Mitglied der Kirchenkreissynode Hamburg-West/Südholstein (vorher Kirchenkreis-Synode Altona seit 1997), Mitglied der EKD-Synode Sprecher der Regionalen Arbeitsgruppe Hamburg von Gegen Vergessen – für Demokratie e. V., Vorsitzender mehrerer gemeinnütziger Vereine (u. a. Freunde des Jenischparks) und Stiftungen in Hamburg, Dozent für Erwachsenenbildung in der Volkshochschule Hamburg-West.
Er ist seit 1975 mit Irene Strenge, einer Juristin und Sachbuchautorin. verheiratet, hat drei erwachsene Kinder und lebt in Hamburg-Nienstedten.

## Veröffentlichungen
- Altona, 50 Jahre Stadtteil Hamburgs, in: Hohlbein, Johe, Loose, Röpke, Strenge
- Vom Vier-Städte-Gebiet zur Einheitsgemeinde, Hamburg 1988
- Verwaltung und Bürger in Hamburg, in: Recht und Juristen in Hamburg, herausgegeben von Jan Albers u. a. Hamburg 1994
- Wegerecht, in:  Hamburgisches Staats- und Verwaltungsrecht, 3. Aufl. Hamburg 2006, ISBN 978-3832910068